# 幸澤沙良
幸澤 沙良（こうざわ さら、2005年〈平成17年〉9月27日 - ）は、日本の女優、ダンス＆ボーカルユニット「ブルーベリーソーダ」のメンバー。田辺エージェンシー所属。

## 略歴
2005年、神奈川県出身。
2022年8月7日放送のTBSのオーディション番組『TBSスター育成プロジェクト 私が女優になる日_』season2にて、約5500人の中から、グランプリに輝いた。
同番組のグランプリ受賞者にはドラマ主演が約束されており、同年10月11日（10日深夜）から12月16日（15日深夜）までTBSテレビにて放送された『差出人は、誰ですか?』で主演を務めた。

## 人物
幼い頃、広瀬すずに憧れ女優を夢見ていた。TBSスター育成プロジェクト[ 私が女優になる日_]　初代グランプリの飯沼愛に勇気をもらい、同じオーディションのseason2に最初で最後の思いで挑戦した。
憧れの人物として、飯沼愛、広瀬すずを挙げている。
ジャンルを問わず、漫画が好きである。

## 受賞
- TBSスター育成プロジェクト 私が女優になる日_』season2（2022年） - グランプリ受賞[3]

## 出演

### テレビドラマ
- 差出人は、誰ですか?（2022年10月11日 - 12月16日、TBS） - 主演・桑鶴美月 役[4]
- 相棒 Season21 第17話（2023年2月15日、テレビ朝日） - 深澤杏子 役[5]
- シッコウ!!〜犬と私と執行官〜 第8話（2023年9月5日、テレビ朝日） - 白河杏奈 役[6]
- JKと六法全書（2024年4月19日 - 6月7日、テレビ朝日） - 主演・桜木みやび 役[7][8]
- 藤子・F・不二雄 SF短編ドラマ シーズン3「ユメカゲロウ」（2025年3月27日、NHK BSプレミアム4K）[9]

### テレビ番組
- TBSスター育成プロジェクト 私が女優になる日_ Season2（2022年4月17日 - 2023年3月26日、TBS）
- CDTV ライブ!ライブ!（TBS） - ブルーベリーソーダとしての出演
  - 年越しスペシャル 2022→2023（2023年1月1日〈12月31日深夜〉）
  - 2時間スペシャル（2023年5月1日）
- オールスター感謝祭2023春（2023年4月8日、TBS） - 解答者として出演。また番組内の恒例企画「赤坂5丁目ミニマラソン」にも出場。総合成績は赤坂ミニマラソン参加と早退[10]が響いて7問しか正解できず64位（最下位）。
- ミュージックステーション（2023年5月5日・6月2日、テレビ朝日） - ブルーベリーソーダとしての出演。
- 音楽の日2023（2023年7月15日、TBS） - ブルーベリーソーダとして出演

### ラジオ
- 劇団サンバカーニバル(2023年4月22日、FM FUJI) ブルーベリーソーダの一員としてリモートゲスト出演

- 飯沼愛の「明日、恋するために…」（2023年4月30日・5月7日、TBSラジオ） - ゲスト[11][12]
- Tresen（2023年5月9日、FMヨコハマ） - トークコーナーにブルーベリーソーダの一員として大嵩愛花と共に出演[13]。
- 山崎怜奈の誰かに話したかったこと。（2023年5月15日、TOKYO FM） - トークコーナー「誰かに聞きたかったこと。」にブルーベリーソーダの一員として田村藍と共に出演[14]。
- FMシアター（NHK-FM）
  - 『ムーン・ジャンパー』（2024年10月） - ルナ 役[15][16]

### 書籍
- 週刊少年サンデー26号　表紙&巻頭グラビア (2023年5月24日)

- WHITE graph (2023年6月7日、講談社)